# Centrum Wychowania Morskiego ZHP

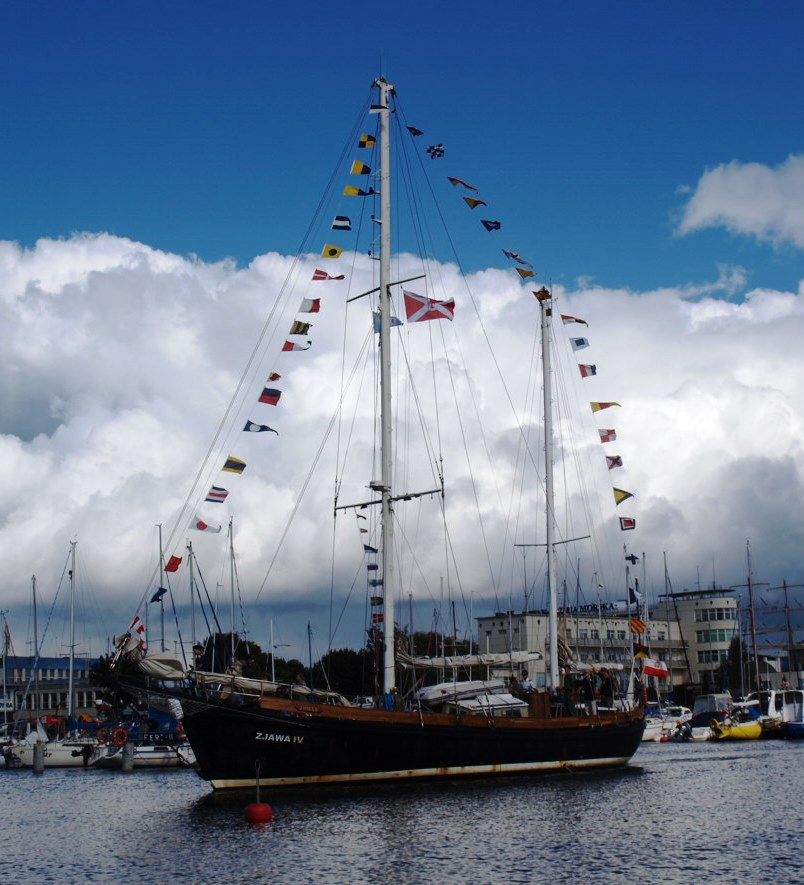
Jacht Zjawa IV należący do floty CWM w Basenie Jachtowym w Gdyni. Budynek z niebieskimi elementami, widoczny przed dziobem jachtu to siedziba CWM

Centrum Wychowania Morskiego Głównej Kwatery ZHP (w skrócie: CWM ZHP) jest instytucją powołaną przez Związek Harcerstwa Polskiego, służącą wychowaniu morskiemu młodzieży, jej aktywizacji marynistycznej, a także kształceniu harcerskich kadr wodnych. CWM ZHP obecnie posiada status Fundacji.

## Historia

### Okres przed II wojną światową
Pierwsze polskie harcerskie drużyny wodne powstały na Dalekim Wschodzie, we Władywostoku, pod koniec I wojny światowej. Składały się głównie z sierot po polskich zesłańcach i tworzyły tzw. Hufiec Syberyjski. Głównym organizatorem drużyn oraz szkolenia wodniackiego w tych drużynach był przebywający służbowo we Władywostoku polski lekarz i społecznik, doktor Józef Jakóbkiewicz. Po odzyskaniu przez Polskę niepodległości i powrocie do Kraju, Hufiec Syberyjski kontynuował swą działalność w Polsce organizując dla młodzieży obozy żeglarskie na Półwyspie Helskim.
W 1924 r. odbył się Zlot Harcerstwa Polskiego, na którym wiceadmirał Kazimierz Porębski, dowódca Marynarki Wojennej i założyciel Ligi Morskiej i Rzecznej, zwrócił się do harcerzy aby szukali ujścia młodzieńczej potrzeby działania i podjęli próby żeglugi po polskim morzu. Od tego momentu rozpoczyna się w Polsce intensywny wzrost liczby wodniackich drużyn i zastępów.
W 1932 roku podjęta zostaje Uchwała V Konferencji Harcerskiej o nabyciu jachtu do dalekich rejsów morskich. Z inicjatywy Witolda Bublewskiego, z zebranych wśród społeczeństwa środków, w 1934 roku udaje się zakupić trzymasztowy, wyposażony w silnik pomocniczy, szkuner PETREA. Po przeprowadzonym we własnym zakresie przez harcerzy remoncie oraz przebudowie ze statku towarowego na statek szkolny, szkuner już jako Zawisza Czarny w dniu 29 czerwca 1935 r. pod dowództwem Mariusza Zaruskiego wyruszył w swój pierwszy rejs do Kopenhagi, Londynu, Antwerpii i z powrotem do Gdyni.
We wrześniu 1934 roku, w Gdyni w pobliżu obecnego Basenu Jachtowego, uroczyście poświęcono wydarty morzu teren, przekazany harcerzom przez Prezydenta RP Ignacego Mościckiego pod przyszły ośrodek morski Związku Harcerstwa Polskiego. Ośrodek ów dał początek obecnemu Centrum Wychowania Morskiego ZHP.

### Okres powojenny
W latach powojennych aż do 1956 roku ani nie można było uprawiać żeglarstwa morskiego, ani nie istniało ZHP, (zostało rozwiązane w 1950 roku).
Z chwilą odrodzenia się harcerstwa po 1956 roku, Witold Bublewski, zaczął propagować ideę pozyskania i zaadaptowania na potrzeby harcerzy lugrotrawlera „Cietrzew” (obecny Zawisza Czarny II) oraz budowy flotylli harcerskiej znanej później pod nazwą Czerwone Żagle, stworzonej z przerobionych na jachty żaglowe szalup ratunkowych wycofanych ze statku pasażerskiego MS Batory. 
W 1959 roku Witold Bublewski utworzył z byłego Harcerskiego Ośrodka Morskiego w Gdyni (HOM) obecnie istniejące Centrum Wychowania Morskiego ZHP, którego flotę miały stanowić właśnie „Zawisza Czarny” oraz flotylla 6 sztuk „Czerwonych Żagli”. Te działania odniosły skutek i w sezonie nawigacyjnym 1961 roku zarówno „Zawisza Czarny” jak i „Czerwoniaki” weszły do eksploatacji, by już w następnym sezonie popłynąć razem na Światowy Festiwal Młodzieży i Studentów w Helsinkach. W następnych latach harcerska flota powiększyła się jeszcze o dwa przedwojenne jachty żaglowe: s/y „Pluton” (typu Konik Morski) oraz s/y „Tramp” z charakterystyczną rufą typu szpicgat.

### Złote lata CWM-u
Na przełomie lat 60. i 70. XX w. zaczyna się najlepszy okres w historii CWM-u, który na miejsce wycofanych z eksploatacji „Czerwonych Żagli” po raz pierwszy otrzymuje nowe jachty: s/y AMAR (typ Szmaragd)), s/y ALDIS i s/y ZAMONIT (typ Vega), s/y MAS (typ Opal) oraz s/y „Leonid Teliga” (typ Antares). Ponadto CWM był armatorem s/y „Polski Len” (typ Conrad 45), będącego własnością Piotrkowskiej Chorągwi ZHP.

### Czasy współczesne

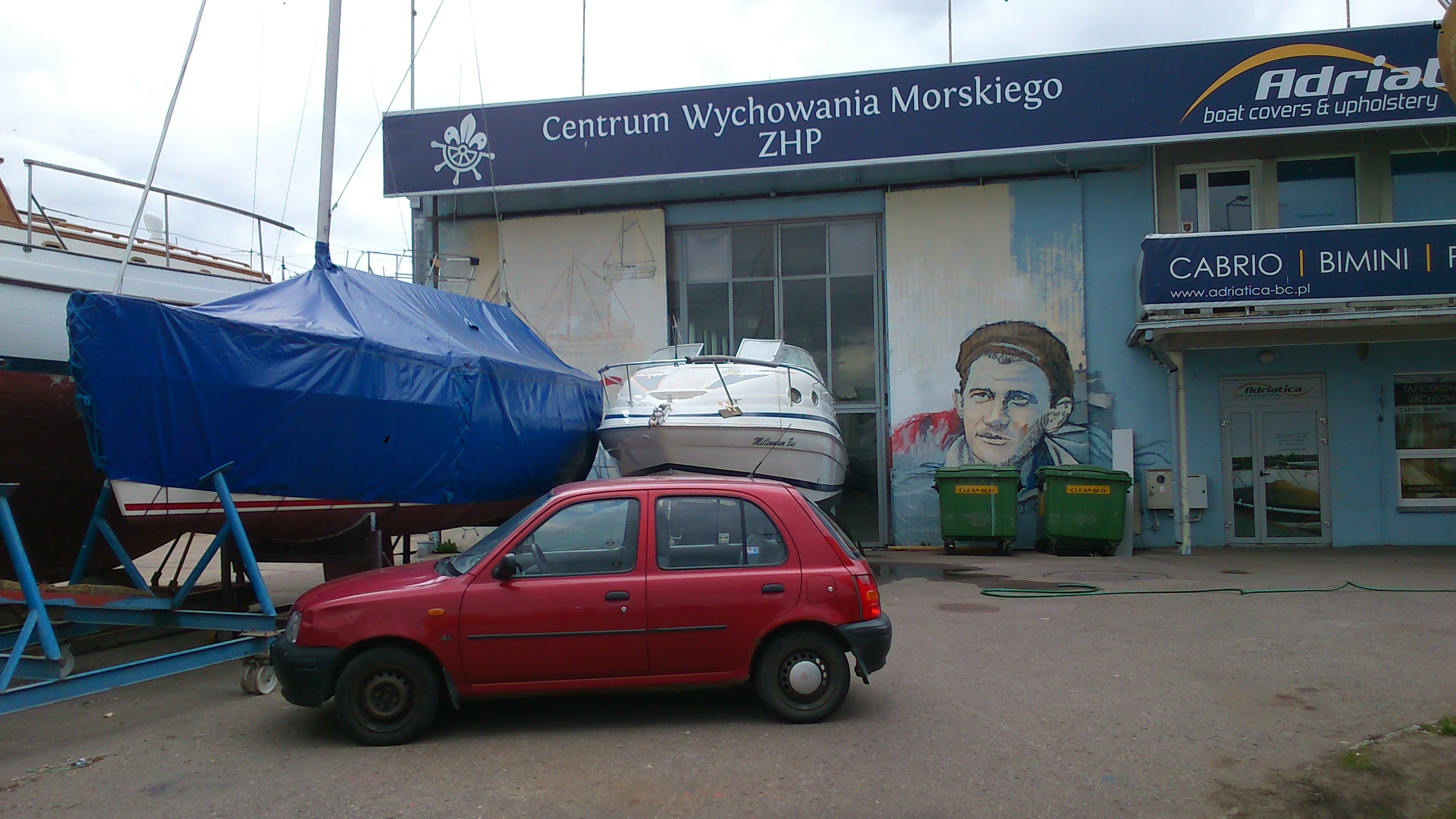
Budynek CWM

Zgodnie z decyzją Głównej Kwatery ZHP z 2021 roku rozpoczęto likwidację Fundacji. Powodem likwidacji była jej trudna sytuacja finansowa.